# Lijst van voetbalinterlands België - Turkije
Deze lijst van voetbalinterlands is een overzicht van alle officiële voetbalwedstrijden tussen de nationale teams van België en Turkije. De landen hebben tot op heden elf keer tegen elkaar gespeeld. De eerste ontmoeting was een vriendschappelijke wedstrijd en werd gespeeld in Ankara op 8 december 1957. Het laatste duel, een kwalificatiewedstrijd voor het Europees kampioenschap voetbal 2012, vond plaats op 3 juni 2011 in Brussel.

## Wedstrijden
| №  | Plaats    | Datum             | Competitie           | Wedstrijd        | Uitslag |
| -- | --------- | ----------------- | -------------------- | ---------------- | ------- |
| 1  | Ankara    | 8 december 1957   | Vriendschappelijk    | Turkije − België | 1 − 1   |
| 2  | Brussel   | 26 oktober 1958   | Vriendschappelijk    | België − Turkije | 1 − 1   |
| 3  | Brussel   | 31 augustus 1996  | WK 1998 kwalificatie | België − Turkije | 2 − 1   |
| 4  | Istanboel | 30 april 1997     | WK 1998 kwalificatie | Turkije − België | 1 − 3   |
| 5  | Brussel   | 19 juni 2000      | EK 2000              | België − Turkije | 0 − 2   |
| 6  | Brussel   | 28 april 2004     | Vriendschappelijk    | België − Turkije | 2 − 3   |
| 7  | Genk      | 24 mei 2006       | Vriendschappelijk    | België − Turkije | 3 − 3   |
| 8  | Istanboel | 10 september 2008 | WK 2010 kwalificatie | Turkije − België | 1 − 1   |
| 9  | Brussel   | 10 oktober 2009   | WK 2010 kwalificatie | België − Turkije | 2 − 0   |
| 10 | Istanboel | 7 september 2010  | EK 2012 kwalificatie | Turkije − België | 3 − 2   |
| 11 | Brussel   | 3 juni 2011       | EK 2012 kwalificatie | België − Turkije | 1 − 1   |

## Samenvatting
| Competitie        | Totaal gespeeld | Winst België | Gelijk | Winst Turkije | Doelsaldo België – Turkije |
| ----------------- | --------------- | ------------ | ------ | ------------- | -------------------------- |
| WK-kwalificatie   | 4               | 3            | 1      | 0             | 8 − 3                      |
| EK-eindronde      | 1               | 0            | 0      | 1             | 0 − 2                      |
| EK-kwalificatie   | 2               | 0            | 1      | 1             | 3 − 4                      |
| Vriendschappelijk | 4               | 0            | 3      | 1             | 7 − 8                      |
| Totaal            | 11              | 3            | 5      | 3             | 18 − 17                    |

Wedstrijden bepaald door strafschoppen worden, in lijn met de FIFA, als een gelijkspel gerekend.

## Details

### Tiende ontmoeting
| EK 2012 kwalificatie (Istanboel, Turkije, 7 september 2010): |              | |
| Turkije | 3 – 2        | België |
| Hamit Altıntop 48' Semih Şentürk 66' Arda Turan 78' | goals        | 28' Daniel Van Buyten 69' Daniel Van Buyten |
| Guus Hiddink | bondscoach   | Georges Leekens |
| Onur Kıvrak Sabri Sarıoğlu 73' Servet Çetin Ömer Erdoğan İsmail Köybaşı Hamit Altıntop Marco Aurelio Selçuk İnan 46' Emre Belözoğlu Arda Turan Tuncay Şanlı 82' | opstellingen | Logan Bailly Toby Alderweireld Daniel Van Buyten Vincent Kompany Thomas Vermaelen 82' Guillaume Gillet Timmy Simons Marouane Fellaini Jan Vertonghen 64' Mousa Dembélé 76' Romelu Lukaku |
| Semih Şentürk 46' Gökhan Gönül 73' Selçuk Şahin 82' | wissels      | 64' Kevin Mirallas 76' Axel Witsel 82' Eden Hazard |
| Emre Belözoğlu 32' Selçuk Şahin 90+1' | gele kaarten | 45+1' Daniel Van Buyten 90+3' Toby Alderweireld |
| | rode kaarten | 40', 64' Vincent Kompany |

KBVB · A-internationals · Selecties · Statistieken · Bondscoaches · Belgisch vrouwenelftal · Olympisch elftal · België U21 · België U20 · België U19 · België U18 · België U17 · België U16 · Vrouwen U19 · Vrouwen U17
Albanië ·
Algerije ·
Andorra ·
Argentinië ·
Armenië ·
Australië ·
Azerbeidzjan ·
Bosnië en Herzegovina · 
Brazilië ·
Bulgarije ·
Burkina Faso ·
Canada ·
Chili ·
Colombia ·
Costa Rica ·
Cyprus ·
DDR ·
Denemarken ·
Duitsland ·
Egypte ·
El Salvador ·
Engeland ·
Estland ·
Faeröer ·
Finland ·
Frankrijk ·
Gabon ·
Gibraltar ·
Griekenland ·
Hongarije ·
Ierland ·
IJsland ·
Irak ·
Israël ·
Italië ·
Ivoorkust ·
Japan ·
Joegoslavië ·
Kazachstan ·
Kroatië · 
Letland ·
Litouwen ·
Luxemburg ·
Malta ·
Marokko ·
Mexico ·
Montenegro · 
Nederland ·
Noord-Ierland ·
Noord-Macedonië ·
Noorwegen ·
Oekraïne ·
Oostenrijk ·
Panama · 
Paraguay ·
Peru ·
Polen ·
Portugal ·
Qatar ·
Roemenië ·
Rusland ·
San Marino ·
Saoedi-Arabië ·
Schotland ·
Servië ·
Servië en Montenegro ·
Slovenië ·
Slowakije ·
Sovjet-Unie ·
Spanje ·
Tsjechië ·
Tsjecho-Slowakije ·
Tunesië · 
Turkije · 
Uruguay · 
Verenigde Staten · 
Wales · 
Wit-Rusland ·
Zambia · 
Zuid-Korea · 
Zweden · 
Zwitserland
Algerije (2014) ·
Argentinië (2014) · 
Brazilië (2018) · 
Canada (2022) · 
Denemarken (2021) · 
Engeland (2018, 1) · 
Engeland (2018, 2) · 
Finland (2021) · 
Frankrijk (1904) ·
Frankrijk (2018) · 
Ierland (2016) · 
Italië (2016) · 
Italië (2021) · 
Japan (2018) · 
Kroatië (2022) · 
Marokko (2022) · 
Nederland (1985) · 
Panama (2018) ·
Polen (1982) · 
Portugal (2021) · 
Rusland (2014) · 
Rusland (2021) · 
Sovjet-Unie (1982) · 
Tunesië (2018) · 
Verenigde Staten (2014) ·
West-Duitsland (1980) · 
Zuid-Korea (2014)
TFF · A-internationals · Selecties · Bondscoaches · Turks vrouwenelftal · Olympisch elftal · Turkije U21 · Turkije U20 · Turkije U19 · Turkije U18 · Turkije U17 · Turkije U16
1923 – 1929 · 
1930 – 1939 · 
1940 – 1949 · 
1950 – 1959 · 
1960 – 1969 · 
1970 – 1979 · 
1980 – 1989 · 
1990 – 1999 · 
2000 – 2009 · 
2010 – 2019 ·
2020 − 2029
EK 1996 · 
EK 2000 · 
EK 2008 · 
EK 2016 ·
EK 2020 ·
EK 2024 · WK 1954 · WK 2002 · OS 1924 · 
OS 1928 · 
OS 1936 · 
OS 1948 · 
OS 1952 · 
OS 1960
1923 · 
1924 · 
1925 · 
1926 · 
1927 · 
1928 · 
1929 · 1930 · 
1931 · 
1932 · 
1933 · 1934 · 1935 · 
1936 · 
1937 · 
1938 · 1939 · 1940 · 1941 · 1942 · 1943 · 1944 · 1945 · 1946 · 1947 · 
1948 · 
1949 · 
1950 · 
1952 · 
1952 · 
1953 · 
1954 · 
1955 · 
1956 · 
1957 · 
1958 · 
1959 · 
1960 · 
1961 · 
1962 · 
1963 · 
1964 · 
1965 · 
1966 · 
1967 · 
1968 · 
1969 · 
1970 · 
1971 · 
1972 · 
1973 · 
1974 · 
1975 · 
1976 · 
1977 · 
1978 · 
1979 · 
1980 · 
1981 · 
1982 · 
1983 · 
1984 · 
1985 · 
1986 · 
1987 · 
1988 · 
1989 · 
1990 · 
1991 · 
1992 · 
1993 · 
1994 · 
1995 · 
1996 · 
1997 · 
1998 · 
1999 · 
2000 · 
2001 · 
2002 · 
2003 · 
2004 · 
2005 · 
2006 · 
2007 · 
2008 · 
2009 · 
2010 · 
2011 · 
2012 · 
2013 · 
2014 · 
2015 ·
2016 ·
2017 ·
2018 ·
2019 ·
2020 ·
2021 ·
2022 ·
2023 ·
2024
Albanië ·
Algerije ·
Andorra ·
Angola ·
Armenië ·
Australië ·
Azerbeidzjan ·
België ·
Bosnië en Herzegovina ·
Brazilië ·
Bulgarije ·
Canada ·
Chili ·
China ·
Colombia ·
Costa Rica ·
DDR ·
Denemarken ·
Duitsland ·
Ecuador ·
Egypte ·
Engeland ·
Estland ·
Ethiopië ·
Faeröer ·
Finland ·
Frankrijk ·
Georgië ·
Ghana ·
Gibraltar ·
Griekenland ·
Guinee ·
Honduras ·
Hongarije ·
Ierland ·
IJsland ·
Irak ·
Iran ·
Israël ·
Italië ·
Ivoorkust ·
Japan ·
Joegoslavië ·
Kameroen ·
Kazachstan ·
Kosovo ·
Kroatië ·
Letland ·
Libanon ·
Libië ·
Liechtenstein ·
Litouwen ·
Luxemburg ·
Maleisië ·
Malta ·
Moldavië ·
Montenegro · 
Nederland ·
Nieuw-Zeeland ·
Noord-Ierland ·
Noord-Macedonië ·
Noorwegen ·
Oekraïne ·
Oezbekistan ·
Oostenrijk ·
Pakistan ·
Paraguay ·
Polen ·
Portugal ·
Qatar · 
Roemenië ·
Rusland ·
San Marino ·
Saoedi-Arabië ·
Schotland ·
Senegal ·
Servië ·
Slovenië · 
Slowakije ·
Sovjet-Unie ·
Spanje ·
Syrië ·
Tsjechië ·
Tsjecho-Slowakije ·
Tunesië ·
Uruguay ·
Verenigde Staten ·
Wales ·
Wit-Rusland ·
Zuid-Afrika ·
Zuid-Korea ·
Zweden ·
Zwitserland
Brazilië (2002, 1) · 
Costa Rica (2002) · 
Duitsland (2008) · 
Italië (2021) · 
Kroatië (2008) · 
Kroatië (2016) · 
Portugal (2008) · 
Spanje (2016) · 
Tsjechië (2008) · 
Wales (2021) · 
Zwitserland (2008) · 
Zwitserland (2021)